# Mieczysław Wężyk

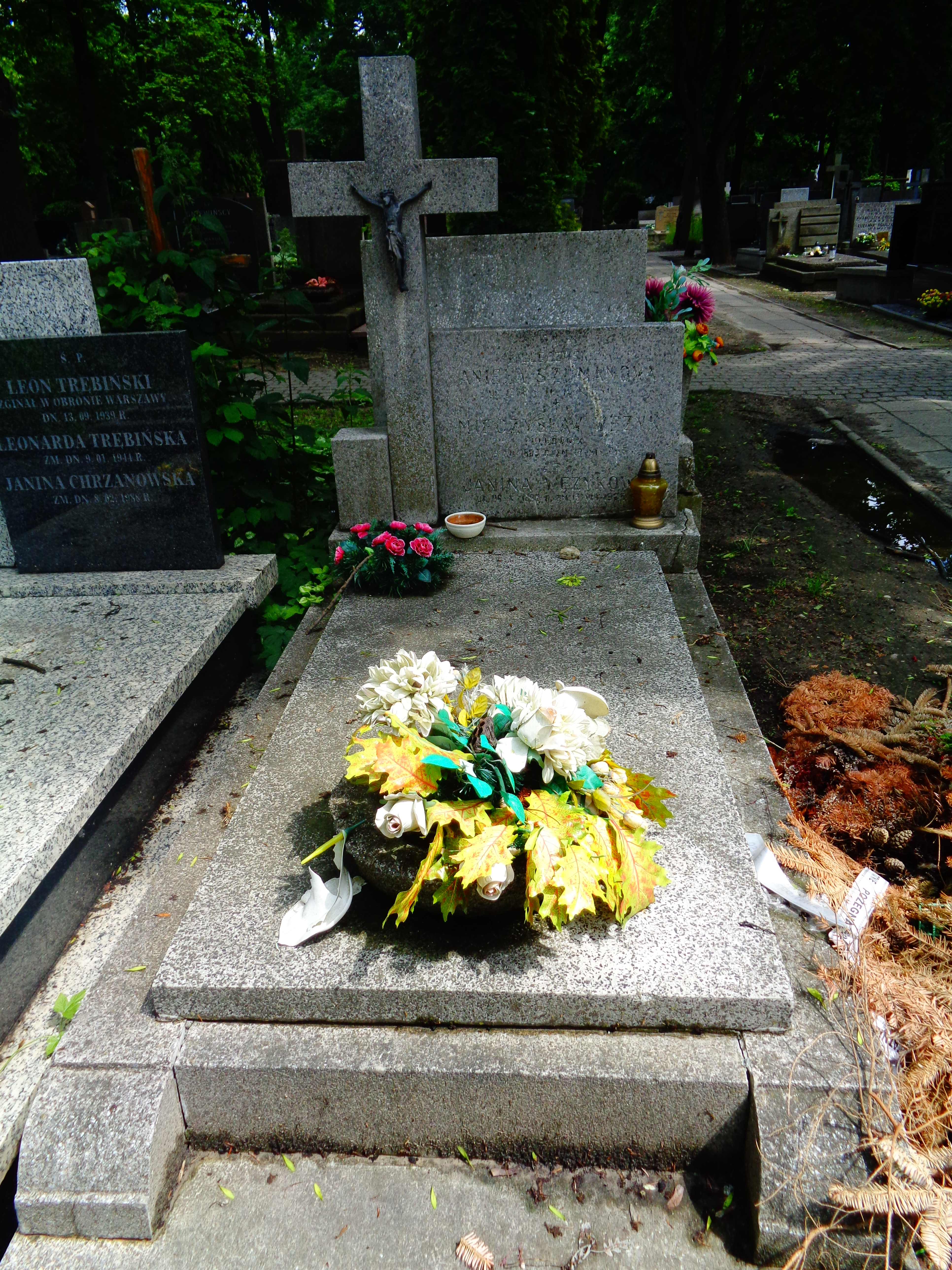
Grób Mieczysława Wężyka na cmentarzu Powązkowskim

Mieczysław Wężyk (ur. 19 grudnia 1889 w Kozienicach, zm. 12 czerwca 1963 w Warszawie) – podpułkownik saperów Wojska Polskiego, inżynier i działacz społeczny, kawaler Orderu Virtuti Militari, w latach 30. prezydent Brześcia nad Bugiem.

## Życiorys

### Służba wojskowa i I wojna światowa
Ukończył Wojskową Szkołę Inżynieryjną w Petersburgu, później kształcił się również na wyższych kursach fortyfikacyjnych w Warszawie. Działał jako komisarz w tajnym Związku Walki Czynnej. Jednocześnie przechodził kolejne stopnie awansu w ramach Armii Imperium Rosyjskiego. W momencie wybuchu I wojny światowej służył jako oficer 9 batalionu saperów, w ramach którego otrzymywał kolejne odznaczenia. Order Świętego Jerzego otrzymał za zgłoszenie się na ochotnika i kierowanie udanym atakiem 11 saperów na okopy przeciwnika 3 stycznia 1915. Następnie po sformowaniu w ramach carskiej armii jednostek polskich dowodził kompanią inżynieryjną w Brygadzie Strzelców Polskich, a następnie Dywizji Strzelców Polskich.

### „Kowale”
Po odzyskaniu przez Polskę niepodległości służył w Wojsku Polskim. Stał na czele tajnej organizacji o nazwie „Kowale”, nieformalnej struktury paramasońskiej i prawicowej powstałej w kontrze do kojarzonych z lewicą Legionów Piłsudskiego. Wężyk cieszył się estymą z racji swojego wojskowego wykształcenia, służby i medali za bohaterstwo. Po wojnie był jednym z politycznie najaktywniejszych w Warszawie zawodowych oficerów. Zakulisowo (bez wiedzy Januszajtisa) przewodził Zamachowi Stanu w 1919 podpisując między innymi rozkaz aresztowania generała Stanisława Szeptyckiego, wydając rozkaz aresztowania (niezrealizowanego) Piłsudskiego oraz przewiezienia aresztantów: premiera Moraczewskiego oraz ministrów Wasilewskiego i Thugutta do lokalu endeckiego stowarzyszenia "Rozwój". Osoby związane z „Kowalami” w czasie zamachu prowadziły tłumy na pałac Rady Ministrów, co skończyło się jedynie jego zdemolowaniem. 
Pseudonim, którym posługiwał się w ramach organizacji to Generał Orski i Witold Orski. Za tym samym pseudonimem działacze żydowscy identyfikowali, że może ukrywać się Witold Gorczyński, twórca Legionu Puławskiego i jeden z twórców późniejszego Pogotowia Patriotów Polskich.

### Dalsza kariera
3 maja 1922 został zweryfikowany w stopniu podpułkownika ze starszeństwem z 1 czerwca 1919 i 4. lokatą w korpusie oficerów inżynierii i saperów. W 1923 pełnił obowiązki szefa inżynierii i saperów w Dowództwie Okręgu Korpusu Nr I w Warszawie. W 1924 był szefem inżynierii i saperów w Dowództwie Okręgu Korpusu Nr X w Przemyślu, pozostając oficerem nadetatowym 1 pułku saperów Legionów, a cztery lata później dowodził 9 pułkiem saperów w Brześciu (do 1930, odszedł jako podpułkownik). W 1934, jako oficer stanu spoczynku pozostawał na ewidencji Powiatowej Komendy Uzupełnień Brześć. Był wówczas przewidziany do użycia w czasie wojny.
Działał społecznie w Warszawie i na Polesiu. Był członkiem Ligi Morskiej i Kolonialnej, jej wiceprezesem w województwie poleskim (uzbierał pieniądze na budowę jachtu morskiego „Poleszuk”), a także – jako inżynier – twórcą wodociągów w Łucku i Brześciu nad Bugiem. Zakładał Mieszkaniowe Stowarzyszenie Spółdzielcze Oficerów na Żoliborzu, którego był prezesem. W latach 30. pełnił obowiązki prezydenta Brześcia nad Bugiem.
10 maja 1939 został zmobilizowany na stanowisko dowódcy Grupy Fortyfikacyjnej Nr 92. Od 10 maja do 1 września prowadził prace fortyfikacyjne na odcinku Żnin, współpracując bezpośrednio z dowódcą Piechoty Dywizyjnej 26 Dywizji Piechoty płk dypl. Tadeuszem Parafińskim. 1 września został oddany do dyspozycji dowódcy Armii „Poznań”, a później Naczelnego Dowódcy Saperów. Ostatni rozkaz otrzymał 17 września od płk Stanisława Poręba-Czuryłło, dowódcy obrony Tarnopola, do którego został przydzielony na stanowisko dowódcy saperów. 5 lutego 1940 był już w Paryżu. Później został wyznaczony na stanowisko zastępcy komendanta Ośrodek Wyszkolenia Oficerów Saperów w Thouars.
Żonaty z Janiną Wężykową z d. Szuman. Zmarł w 1963, został pochowany na cmentarzu Powązkowskim (kwatera 136-2-30).

## Ordery i odznaczenia
- Order Świętego Jerzego IV kl. (1915)[3]
- Order Świętej Anny IV kl. (1915)[12], III kl. (1916)[13], II kl. (1916)[14]
- Order Świętego Stanisława III kl. (1915)[15]
- Krzyż Srebrny Orderu Wojskowego Virtuti Militari nr 4937 (1921)[16]
- Krzyż Walecznych – czterokrotnie (po raz pierwszy w 1921)[17] po raz trzeci i czwarty w 1922[18]